# Oldbury (Midlands de l'Ouest)
 (avril 2012).
Si vous disposez d'ouvrages ou d'articles de référence ou si vous connaissez des sites web de qualité traitant du thème abordé ici, merci de compléter l'article en donnant les références utiles à sa vérifiabilité et en les liant à la section « Notes et références ».
Pour les articles homonymes, voir Oldbury.
Oldbury est une ville des Midlands de l'Ouest, en Angleterre. Elle est située au cœur du Black Country, dans le district métropolitain de Sandwell dont elle est le siège. Au moment du recensement de 2001, elle comptait 10 830 habitants.